# نینا فیودورووا
نینا فیودورووا (روسی: Нина Викторовна Балдычёва؛ ۱۸ ژوئیهٔ ۱۹۴۷ – ۲۷ ژانویهٔ ۲۰۱۹) اسکی‌باز صحرانوردی اهل اتحاد جماهیر شوروی سوسیالیستی بود.
وی در مسابقات کشوری و بین‌المللی در مجموع برندهٔ ۳ مدال طلا، ۱ مدال نقره، ۲ مدال برنز شده‌است.